# 辻谷耕史
辻谷 耕史（つじたに こうじ、1962年4月26日 - 2018年10月17日）は、日本の男性俳優、声優、音響監督、ナレーター。東京都小平市出身。妻は声優の渡辺久美子。

## 生涯

### 生い立ち
子供の頃から運動が得意で、運動会では花形であり、小学6年生の運動会では100ｍ走とマラソンで学年1位で、共に学校新記録を樹立していた。昔は野球少年だったが、小学生の頃に野球で指を骨折。当時は国語の授業の音読が苦手であったという。その後も活字を音読することにプレッシャーを感じ、ひたすら練習していた。辻谷は諸々器用な人物だと語るが、音読は人生最初で最大のコンプレックスであったという。
小学4年生の時に音楽の授業でヨハン・ゼバスティアン・バッハの『G線上のアリア』を聴いて最初に芸能の世界に興味を持つ。
その後ピアノを習い始めたが、前述の通り野球でよく突き指をしたりしていたため、ピアノは1年で断念した。
小学5年生の夏休みに新聞配達をし、手軽に弾けるギターを買った。
小学6年生の時に初めてバンドを組んだ。中高時代はサッカー部に入りながらもバンド活動は続けており、将来の夢はバンドマンだった。その時は前述の指を骨折した影響で、左手の中指が少し曲がっていたが、日常生活には全く問題なかった。ギターを弾き始めてから指の動きが気になるようになり、「どんなに頑張っても仕事としてやっていくのは無理だろう」と思っていたという。あまり記憶が確かではないが、小学6年生くらいの時に声変わりしたという。
千葉県立我孫子高等学校時代の高校2年生の時、文化祭でのクラス演劇で初めて舞台を体験。その頃にアル・パチーノの映画で吹き替えをしていた野沢那智を知って初めて声優を意識したが、当時は声優になろうと思ったことはなかったという。
同じ声優のこおろぎさとみと阪神タイガース元選手、元監督の和田豊とは同級生であった。こおろぎとは2年生の時に、和田とは3年生の時にそれぞれ同じクラスだった。
高校3年生の時に大学受験をするために予備校に通っていた。しかし皆が同じ方向を向いていることに、一瞬「なにか違うぞ」という違和感を覚え、その日のうちに「受験やめた！」と決める。
しかし大学に行かないならほかにやることを探さなくてはならず、両親も説得しなくてはならなかった。今後のことを改めて考える時間が欲しかったため、自転車に乗り3日間くらい家出をしていた。そして思いついたのが職業としての役者だったが、高校でクラス演劇をしていた時に大変面白かったため、「だったら役者になろうかな」というような、かなりアバウトな感じだったという。ただし、それまで音楽をしていたこともあり、楽器を通してではなく体そのものを使ってなにかを伝えるということがストレートに感じ、「面白かった」というのはあると語っていた。
両親は2人で演劇も見に行っていたりもしたため、辻谷が「役者になる」という決断に対して反対はしなかった。その時、宇野重吉、滝沢修のことを聞かれ、「知らない」と言ったところ笑われていた。それでも、「大学に行かせたつもりで4年間くらいは遊ばせておいてもいいだろう」という感じで自由にさせてくれたが、内心は、「やれるものならやってみろ」、「役者になったところで、どうせ食っていけないだろう」と思っていたらしいという。
通っていた高校はアルバイト禁止だったが、「卒業後に東京で生活して演劇学校に通う資金を貯めなければいけない」と教師を説得。その時にむりやり認めてもらい、高校3年生の夏に「受験をやめる」と決めてから、アルバイトを始める。
早稲田大学出身で演劇サークルに所属しており、演劇部の顧問もしているなどその方面に詳しかった担任の教師から薦められてパンフレットで見た舞台芸術学院に進学し、1981年から1983年の2年間学ぶ。

### キャリア

#### 舞台俳優・声優として
同芸術学院を卒業後、1983年に劇団東演に所属。教務は「劇団3○○に行ったほうがいい。豊川悦司の向こうを張れるような役者になれ」と薦めてくれた。当時、劇団3○○が注目されだしていた頃で、劇団員の豊川悦司は辻谷と同じ歳で、主宰の渡辺えりが卒業生だということもあり薦めていたのだろうという。それで劇団3○○の芝居を見に行ったが、自分には合わないような気がして断念した。教務に言われるがままに3○○に入団していたら、声優をしていなかったと語る。
1990年に退団するまでの7年間ほど劇団活動を続けたが、25歳の時、劇団に映画放送部が設立され、テレビやラジオなどのマスコミ出演への窓口が出来たという。当時は俳優志願だったことから、声の仕事をするとは全く考えておらず、テレビドラマや映画に出演できると思っていた。
この映画放送部設立にあたり「声のサンプル」を取り、この「声のサンプルテープ」が好評で、1ヶ月後位にキャスティング会社の指名で『アルバイトニュース』のテレビCMのナレーションの仕事が舞い込んだ。当時は無名の新人にいきなり指名で仕事が入るとは珍しいことのため、この時はマネージャーも驚いていたという。
仕事は30分ほどで終えたが、「これで何千円かギャラが入ればアルバイトの足しになる」と思い、数ヶ月後入金を見て「数字が一桁違う！」、「こんな仕事があるんだ」と驚いていた。当時、深夜までしてたバイトの時給が700円くらいだったため、30分で何十倍も稼げる形となった。その時に「どうせアルバイトをするなら、こちらの声の仕事の方がはるかに効率が良い」と思ったのが、声優の仕事に興味を抱いたきっかけである。
同劇団に所属していた近石真介の仕事に付いていくうちに、声優を始めるようになる。当時は声優特有のマイクワークのような技術はまったく学んでおらず、全て現場に出るようになっていから覚えていった。声の仕事をするとは考えてもいなかったため、声優を認識してなかった。アニメを見て「絵がしゃべってる」と思うレベルではなかったが、役者の仕事と声の演技というのが結びついておらず、アニメを見ていたのも小学6年くらいまでで、『巨人の星』、『タイガーマスク』止まりであったという。
シグマ・セブン（1991年 - ）、クレイジーボックス（2005年 - ）、deux-plus（2008年 - ）、マック・ミックを経て、2018年3月から亡くなるまでフリー。
『あいつとララバイ』でアニメデビュー。
『あいつとララバイ』に出演後、その時の音響監督の浅梨なおこの師匠の音響監督の斯波重治が音響演出を務めていた『めぞん一刻』の収録に呼ばれ、渕崎ゆり子が演じていた八神いぶきにプロポーズする役を演じていた。その時のセリフが「僕、貯金が趣味なんです」で、普通に演じていたところ、あまりに普通だったことが面白く、共演者の皆がどっと笑っていた。斯波も、あまり色づけされてないナチュラルな演技が好きだということもあり、その後は月に2、3回程『めぞん一刻』の端役に出演していた。
3ヶ月ほどたった頃、「収録の後もスタジオに残ってくれ」と言われたため、居残りをしていたところ、いきなりセリフの書かれた紙を渡され、「読んでみて」と言われた。それがOVA『沙羅曼蛇』のオーティションで、主人公のダーン役に抜擢。その時に「君のような素直な声の人はなかなか居ないんだ、ガンバレよ」と励まされていたと同時に、厳しく怒られたこともあったという。
その後はアニメの仕事が継続するようになったという感じで、これがほんの1年あまりの間の出来事であったことから、何も考える時間がなかったという。
テレビアニメでの初レギュラーは『F-エフ』の雄馬役だが、活躍する前に1年で放送終了してしまったという。当時、東京現像所でアルバイトしており『F-エフ』の監督でのちに『無責任艦長タイラー』の監督も務めることになる真下耕一とバッタリ会ったが、「あれ？」と誰だか気づかなかったようであったという。真下に後日その時の事を話していたところ、覚えてなかったという。
『沙羅曼蛇』の音楽制作のキングレコードに所属していたプロデューサーの大月俊倫と話していた時、「『沙羅曼陀』の試写の後、斯波さんと電話で話したんだよ。お前のことを誉めててさ。こいつはいつか使えると思ったんだ」と言っていたという。
その半年後に来たオーディションで抜擢されたOVA『機動戦士ガンダム0080 ポケットの中の戦争』のバーナード・ワイズマン〈バーニィ〉役を演じていたが、その時は「ガンダムってなんですか？」と聞き、プロデューサーをがっかりさせてしまったという。作品名は知ってたが、テレビの『ガンダム』も全然見ておらず、俳優志願だったことからアニメはアルバイトぐらいの感覚であった。その時はメチャクチャ生意気で『機動戦士ガンダム0080 ポケットの中の戦争』で初めて共演した林原めぐみも、「新人なのにすっごく偉そうにしてた！」と言っていた。バーナード・ワイズマン〈バーニィ〉役はその当時の辻谷の想いと重なるところもあり、役作りには燃えて、画の口パクに合わせるのがやっとだったことから、セリフは全部覚え、自宅近くの多摩川で声を出し、動きながら芝居の練習をしていた。
当時、『機動戦士ガンダム0080 ポケットの中の戦争』のビデオパッケージだったかポスターの画を描いたのが漫画家の高田裕三で、その依頼に関わったのが大月であった。高田の漫画『3×3 EYES』のCDドラマ制作の際に大月と高田がキャスト選考し、その時に『機動戦士ガンダム0080 ポケットの中の戦争』のメインキャラクターを演じていた林原と辻谷のコンビを起用したという。
1991年公開の映画『機動戦士ガンダムF91』の主人公・シーブック・アノー以来、多くの分野で主要な役柄を演じるようになる。舞台活動も行っていた。
『機動戦士ガンダム0080 ポケットの中の戦争』に出演していたことから『機動戦士ガンダムF91』の出演はオーディションでは無く、指名で決まった。シーブック役は、少年隊だった錦織一清が演じることにほぼ決まっていた。しかし急遽白紙になり、後に候補に上がっていた緒形直人の当時所属していた事務所が「声優出演はまだ考えてない」ということでキャスティングは暗礁に乗り上げ、制作は進行していたが、主役が決まらない事態となっていた。その後、製作者サイドのミーティングで出てきた名前が辻谷であり、ここでも推したのは大月であったという。
1993年に、『無責任艦長タイラー』で、主人公のジャスティ・ウエキ・タイラーを演じたことが声優としての最初の転機となる。その頃に所属していた劇団が解散することになり、舞台俳優の仕事をしながら声の仕事をするというスタンスを取っていたが、将来に悩み宮崎県出身の女性と結婚し子供もいたので役者稼業を辞めて、普通の会社に就職しようか考えていた。その時、演じていたタイラーがアニメキャラのファン投票人気ランキングで1位となったので辞めるわけにもいかなくなり、10年は舞台の仕事は中断して声優の仕事に専念しようと決意。シグマ・セブンに所属する。

#### 音響監督として
2001年から音響演出の勉強を始めて、2003年放送のテレビアニメ『ダイバージェンス・イヴ』以降、音響監督業も務める。音響監督をするようになった最初のきっかけは、ものを作りたいという欲があり、このシステムが家にあったら、芝居ができる人物は周囲にたくさんおり、作曲ができる人物もおり、「ドラマCDみたいなものだったら自分たちで自由に作れるな」と思い、Pro Toolsのプライベート・スタジオ用の廉価版を買った。しかし取扱説明書（英語）を見てもよく分からず、仲良かったミキサーを家に連れてきて、使いかたを教えてくれていた。その時、「辻谷がPro Toolsを買って勉強しているらしい」という話が広がってしまい、「なら音響監督をやってみない？」と誘われた。辻谷は「やってみない？」と言われたら、挑戦してしまう性格のため、そんな経緯で始めたという。辻谷としては、「今後も音響監督の仕事を続けていこう」という意識はまったくなかった。しかし『ダイバージェンス・イヴ』の各話演出を担当していた山口祐司が、『ヤミと帽子と本の旅人』で監督をすることになったため、音響監督をお願い出来るように声をかけてくれて、立て続けに担当することになった。音響監督についても声優になった経緯と一緒で、いつの間にかその道に入っていたという感じで、このことは、不思議なもだと語っていた。劇団在籍当時から、演出を担当することもあったため、音響監督としての作業に違和感は全くなかったという。

### 晩年
以前、所属していたdeux-plusが運営していた演劇ワークショップで、2009年から声優ワークショップを開催したり、2011年7月には主役声優育成塾を開講したりと特別講師としても活動。
2011年の第36回ホリプロタレントスカウトキャラバン次世代声優アーティストオーディションでは審査員&演技指導を担当し、その後は約1年に渡り、ホリプロの新人声優の育成に携わっていた。
2012年7月、渡辺久美子が辻谷との入籍を発表した。
2013年6月、生涯に渡り、広く芸能の世界に寄与できる人材の育成を目標に、辻谷自身を主宰とした新規声優養成所「キラ エンタテインメントカレッジ」を設立して代表・演技講師を務めていた。同年に声優事務所「キラ エンタテインメント」も設立して2016年2月29日まで代表取締役を務めていた。
演劇ワークショップ時代から2012年4月に開講した「辻谷塾」を運営していた。
その後も定期的にワークショップを開催していた。

### 急死
2018年10月17日に自宅で突然倒れ、そのまま同日に脳梗塞によって死去した。56歳没。晩年は声優業と並行してテレビアニメ『グラゼニ』で音響監督を務めたほか、立木文彦と「立木文彦とBLUSEED」を結成して死去3日前の同年10月14日に結成記念ライブを行うなど、声優業以外のさまざまな仕事を本格的かつ精力的に行っていた矢先の急逝であった。葬儀と告別式は近親者のみで営まれた。
死去を受け、当時に第2期が放送中だった『グラゼニ』では公式Twitterにて追悼コメントを発表し、浅井長政役で出演していたテレビアニメ『学園BASARA』では公式Twitterと公式サイトにて追悼コメントを発表した。また、同作の音響監督を務める岩浪美和は、辻谷の出演部分は最終話まで収録済みであることを明かしている。同年10月24日にはお父さん役として出演していた『うちの3姉妹』の原作者・松本ぷりっつも、自身のTwitterにて追悼コメントを発表した。『機動戦士ガンダムF91』の主題歌「ETERNAL WIND〜ほほえみは光る風の中〜」を務めた森口博子も10月23日に自身のTwitterにて追悼コメントを発表し、前日に森口が他の出演者たちと共に辻谷の死去をまだ知らないまま同曲を歌う模様が放送された『Anison Days』の同年12月10日放送分の終了時には、森口からの追悼テロップが表示された。
ORICON NEWSによれば、ファンからはバーナード・ワイズマン（バーニィ）役で出演していたOVA『機動戦士ガンダム0080 ポケットの中の戦争』第5話のサブタイトル「嘘だといってよ、バーニィ」を引用し、別れを惜しむ声が挙がったという。
2019年5月14日には、スマートフォン用アプリ『戦国BASARA バトルパーティー』のプレゼントキャンペーンにて、生前に提供していたサイン色紙が公開された。

## 人物
中学時代は不良だったという。高校時代は3年間もクラス委員をしていた。
安元洋貴は辻谷のことを恩師と語り、安元が『BLEACH』の茶渡泰虎役を獲得したのは、辻谷がマネージャーに言った「安元は面白いよ。アニメに使ってみなよ」という後押しでオーディションを受けたのがきっかけである。
父は以前は詩人志望で趣味で文芸同人誌を出していた公務員であり、母は美術関係の学校出身である。元妻との間に子供がいた。

### 特色
どこかしら頼りないところのあるキャラクターを演じていた。また声質は若いため、若い役が多かったが、辻谷本人の希望としては中年役を演じたかったという。
「原作のイメージより、実際に作られた脚本や絵で対応した方が良いのでは」と思っていたことから、スタイルとしてあまり原作を読まないようにしていた。
様々な役を演じてきたが、特に意識して演じ分けをしているわけではなく、台本を読んだりキャラの絵を見たりしてイメージを作って、そのキャラと自分の中にある共通点を探して演じていた。例えば悪役を演じるなら、嫉妬心や他人を憎いと思う心、怒りなどの中から、役に通じた部分を持ち出して演じていた。しかし、どうしても共通点が見つからない時もあったという。

### 出演作について
『ガンダム』は無知だったが、『機動戦士ガンダム0080 ポケットの中の戦争』のバーナード・ワイズマン役と『機動戦士ガンダムF91』のシーブック・アノー役を演じるにあたり、レンタルビデオ店に行き、劇場版『機動戦士ガンダム』と『機動戦士ガンダム 逆襲のシャア』を借りてきたが、よく分からなかった。後で聞いたところ、『逆襲のシャア』は十数年後の設定で、話が繋がっておらず、台本から読み取れることをそのまま演じることしかできず、世界観などはまったく考えられなかった。ゲーム『SDガンダム GGENERATION-F』ではキンケドゥ・ナウ役も演じていたが、その収録でも少し行き違いがあった。台本から読み取れるキンケドゥ・ナウを演じていたつもりであったが、役のニュアンスについて何度もダメ出しが来て、「なにかおかしいな」と思いながらも言われたとおりに演じていた。その時にキンケドゥ・ナウが、シーブック・アノーの10年後の姿で、偽名と言われ、初めて、今までのダメ出しの意味がようやく分かり、スタッフ側は当然知っているものと思っていたようであった。しかしその時は無知で、「その設定を予め知っていれば、もっと違う読み込み方ができたんじゃないか」と語る。
『無責任艦長タイラー』の出演までは繊細な役柄が多く、『無責任艦長タイラー』のジャスティ・ウエキ・タイラー役のようなおちゃらけた役柄は得意なタイプではないため、自分の中に共通点が見つからなかった。タイラーの三枚目的な部分を出すのにはかなり苦労していたが、タイラーは植木等をモデルに作られたキャラということで、植木本人の笑い方や間の取りかたを自分に取り入れていった。あくまで自分のイメージだが、台本を見て「植木さんだったらどう喋るだろう」と想像して作っていった。しかしセリフを喋っていても気持ち悪くなるため、タイラーのセリフが自分の中から自然に出てくるようにしなくてはならなかったという。
『犬夜叉』の弥勒役は、他者からの推薦によるもので、辻谷自身はオーディションには参加していなかった。弥勒を演じていた時も、自分の中から自然にセリフが出てくるまでは、色々と試行錯誤していた。弥勒は「エロ法師」といわれていが、「この人は普段はどういう風に過ごしているんだろう」と考え、アフレコ現場では「とにかく女性を褒めよう」と思った。普段はそういうことはしなかったが、「常にしていたら弥勒のセリフが自然に出てくるんじゃないか」と思い、「今日の服はかわいいね」、「髪の毛切ったんだ、似合うね」という感じで、細かいポイントを探しては声をかけまくっていたという。『犬夜叉』の時は長丁場になりそうなため、一応原作を読んだ上で、それぞれの構想を客観的に把握して、「作り上げるのが望ましいかな‥」と思いながら読んでいたという。
「トイ・ストーリーシリーズ」では、ウッディ・プライド役を本編外の予告編と東京ディズニーリゾートのアトラクション、スピンオフなどの関連作品にて演じていた。

### 趣味・嗜好
趣味はフライフィッシング、ゴルフ、映画鑑賞、Scotch、スケボー。特技は家事全般、料理、一輪車、トランプ&コイン手品。
資格・ライセンスは普通自動車免許、自動二輪免許、衛生管理士。
右利き。
座右の銘は「行きあたりバッタリ‼︎」。

## 後任
辻谷の死後、持ち役を引き継いだ人物は以下の通り。
| 後任         | 役名                           | 概要作品                                                 | 後任の初担当作品                                                   |
| ------------ | ------------------------------ | -------------------------------------------------------- | ------------------------------------------------------------------ |
| 藤原啓治     | デューイ・ノヴァク             | 『交響詩篇エウレカセブン』                               | 『ANEMONE/交響詩篇エウレカセブン ハイエボリューション』            |
| 大川透       | デューイ・ノヴァク             | 『交響詩篇エウレカセブン』                               | 『パチスロエウレカセブン3 オリジナルエピソード』                   |
| 三宅貴大     | お父さん                       | 『うちの3姉妹』                                          | 『東映まんがまつり2019 えいが うちの3姉妹』                        |
| 松本保典     | ウッディ・プライド（本編以外） | 「トイ・ストーリーシリーズ」                             | 『トイ・ストーリードロップ』                                       |
| 鈴木崚汰     | ガーディ                       | 「ファイナルファンタジー・クリスタルクロニクルシリーズ」 | 『ファイナルファンタジー・クリスタルクロニクル リマスター』        |
| バッキー木場 | ナレーション                   | 『8時だJ』                                               | 『テレビ朝日開局60周年記念 超豪華!! 最初で最後の大同窓会！8時だJ』 |
| 保村真       | 弥勒                           | 『犬夜叉』                                               | 『半妖の夜叉姫』                                                   |
| 近藤隆       | 樹                             | 『幽☆遊☆白書』                                           | 『共闘ことばRPG コトダマン』                                       |
| 佐藤拓也     | シーブック・アノー             | 『機動戦士ガンダムF91』                                  | 『機動戦士ガンダム U.C. ENGAGE』2024年7月以降                      |

## 出演
太字はメインキャラクター。

### テレビアニメ
1987年
- 愛の若草物語（ピエロ）
- アニメ三銃士（パトリック、小姓）
- めぞん一刻（八神人事部長の部下、学生A 他）

1988年
- ウルトラB（男、同心B）
- F-エフ（赤木雄馬）

1989年
- 機動警察パトレイバー（ハイカーB、警官A）
- シティーハンター3（左門寺）
- ジャングル大帝（新）（ジョージ、マンドリル）
- ビリ犬なんでも商会（青年）
- らんま1/2（ひろし、生徒、九能帯刀〈代役〉、クレープのジョー 他） - 2シリーズ
- おぼっちゃまくん（諸出 他）

1990年
- からくり剣豪伝ムサシロード（ウシワカ）
- それいけ!アンパンマン（1990年 - 1998年、チョコレートマン〈2代目〉、せんぬきどり〈2代目〉、ストローこうもりB〈初代〉、クラブ銃士〈2代目〉、トランプの国の王子様〈初代〉）
- 楽しいムーミン一家（男B 他）
- ふしぎの海のナディア（エアトン）
- 勇者エクスカイザー（宝豊）

1991年
- 太陽の勇者ファイバード（1991年 - 1992年、ガードレスキュー）
- どろろんぱっ!（泥棒）
- 魔法使いサリー（1989年版）（王子）
- 満ちてくる時のむこうに（シャラブ）

1992年
- ボーイフレンド（高刀柾）
- 宇宙の騎士テッカマンブレード（Dr.マルロー）
- お〜い!竜馬（伊藤俊輔）
- クッキングパパ（上松）
- 花の魔法使いマリーベル（ジート〈2代目〉）
- 横山光輝 三国志（関平）

1993年
- クッキングパパ（野村）
- 無責任艦長タイラー（ジャスティ・ウエキ・タイラー）

1994年
- SLAM DUNK（藤真健司）
- 超くせになりそう（1994年 - 1995年、中竹まこと）
- ツヨシしっかりしなさい（原田）
- 覇王大系リューナイト（1994年 - 1995年、ガルデン）
- 幽☆遊☆白書（樹）

1995年
- 怪盗セイント・テール（野口）
- 鬼神童子ZENKI（影虎）
- ストリートファイターII V（リュウ）

1996年
- 快傑ゾロ（ブカネロ、エミリオ）
- 逮捕しちゃうぞ（岡崎裕一）
- 天空のエスカフローネ（ジャジュカ）
- ハーメルンのバイオリン弾き（ライエル）
- 美少女戦士セーラームーンセーラースターズ（五代）
- 名探偵コナン（1996年 - 2018年、赤木英雄〈初代〉、砂岡和義、牡丹露彦）

1997年
- スーパーフィッシング グランダー武蔵（ミラクル・ジム）
- 中華一番!（ハリイ）
- HARELUYA II BØY（黒咲仁）

1998年
- SHADOW SKILL -影技-（Gカイン＝ファランクス）
- グランダー武蔵RV（ミラクル・ジム）
- センチメンタルジャーニー（大滝拓郎）
- DTエイトロン（ナインツ）
- 熱沙の覇王ガンダーラ（ジョー・サックス）

1999年
- アレクサンダー戦記（ヘファイステオン）
- エデンズボゥイ（アグマイカ）
- 金田一少年の事件簿（石山征爾）
- ジバクくん（ハヤテ）
- 週刊ストーリーランド（柳田）
- セイバーマリオネットJ to X（酒貴）
- Petshop of Horrors（ロビン・ヘンドリック）
- モンスターファーム〜円盤石の秘密〜（ケンタウロス）

2000年
- 犬夜叉（2000年 - 2010年、弥勒） - 2シリーズ
- BOYS BE…（コーチ）

2001年
- ヴァンドレッド the second stage（タタンカ）
- はじめの一歩（速水龍一）
- 魔法少女猫たると（おじさん）

2002年
- サイボーグ009 THE CYBORG SOLDIER（迫完二）
- 東京ミュウミュウ（白金博士）

2003年
- 京極夏彦 巷説百物語（平八）
- ストラトス・フォー（岩崎和馬）
- 探偵学園Q（大井英次郎）
- 冒険遊記プラスターワールド（トラストーム）
- まっすぐにいこう。（バカップル 男）
- まぶらほ（紅尉晴明）
- 魔法遣いに大切なこと（ギンプン）
- LAST EXILE（ギース中尉、ディーラー、貴族A）

2004年
- GANTZ（梶浦龍二）
- 今日からマ王!（2004年 - 2008年、渋谷勝馬） - 3シリーズ
- Get Ride! アムドライバー（バルゼ・マイヤー）

2005年
- うえきの法則（パグ）
- 交響詩篇エウレカセブン（デューイ・ノヴァク）
- 戦国英雄伝説 新釈 眞田十勇士 The Animation（大谷大学助吉胤）
- BLOOD+（ソロモン・ゴールドスミス）

2006年
- Fate/stay night（遠坂時臣）

2007年
- スカルマン（霧島竜二）
- 精霊の守り人（タンダ）
- 桃華月憚（アルジャン・リュネット・ロワ＝エイジ）
- 人形アニメーション リカちゃん（パパ）

2008年
- うちの3姉妹（2008年 - 2010年、お父さん、会長）

2009年
- 戦国BASARA（浅井長政）

2010年
- ぬらりひょんの孫（2010年 - 2011年、狒々） - 2シリーズ

2012年
- CØDE:BREAKER（桜小路剛徳）
- SKET DANCE（ゆんゆんブラッディスター〈改〉@鈴木爆撃機）

2013年
- たまこまーけっと（星とピエロ マスター〈八百比邦夫〉）
- 這いよれ! ニャル子さんW（スミス）

2018年
- 刻刻（佑河貴文）
- 学園BASARA（浅井長政）※遺作
- グラゼニ（神野次郎）

### 劇場アニメ
1987年
- あいつとララバイ 水曜日のシンデレラ

1989年
- SD戦国伝 暴終空城の章（百鬼丸）
- 機動戦士SDガンダムの逆襲 武者ガンダム参上 嵐を呼ぶ学園祭（バーニィ）
- 機動警察パトレイバー the Movie（片岡）

1990年
- 愛と剣のキャメロット 漫画家マリナタイムスリップ事件（黒須和矢）

1991年
- 安達が原（ユーケイ）
- 機動戦士ガンダムF91（シーブック・アノー）
- ふしぎの海のナディア 劇場用オリジナル版（エアトン）
- 老人Z（前田満）

2000年
- エスカフローネ（ジャジュカ）

2001年
- 犬夜叉 シリーズ（2001年 - 2004年、弥勒） - 4作品
- バンパイアハンターD（アラン＝エルバーン）

2011年
- 劇場版 戦国BASARA -The Last Party-（浅井長政）

2012年
- 名探偵コナン 11人目のストライカー（赤木英雄）

2014年
- たまこラブストーリー（星とピエロ〈八百比邦夫〉）

2017年
- 交響詩篇エウレカセブン ハイエボリューション1（デューイ・ノヴァク）

### OVA
1986年
- 仏典物語（チャンナ）

1988年
- 沙羅曼蛇（ダーン）
- 機動警察パトレイバー（運転手〈浅沼〉）

1989年
- うる星やつら ヤギさんとチーズ
- うる星やつら ハートをつかめ
- 華星夜曲（三郎）
- 機動戦士ガンダム0080 ポケットの中の戦争（バーナード・ワイズマン〈バーニィ〉）
- トップをねらえ!（オペレーター男2、オペレーターΛ）

1990年
- SDガンダム外伝III アルガス騎士団（騎士ゼータ）
- SDガンダム外伝IV 光の騎士（騎士ゼータ）
- 機動戦士SDガンダム Mk-II（新殺駆）

1991年
- アリス 〜モンキーパンチの世界〜（大五郎の父親）
- インフェリウス惑星戦史外伝 CONDITION GREEN（ショウ・ヤザキ）
- うっちゃれ五所瓦（関内孝之）
- おたくのビデオ（久保健）
- 乙姫CONNECTION（木下数馬）
- ザ・学園超女隊（仁村）
- 3×3 EYES（藤井八雲）
- 聖伝-RG VEDA-（天王）
- 魍魎戦記MADARA（ボイス）
- 有閑倶楽部 犬猫まるごとHOWマッチ（菊正宗清四郎）
- 英雄凱伝モザイカ（タルマ）

1992年
- 間の楔（ガイ）
- イース 天空の神殿〜アドル・クリスティンの冒険（サダ）
- 源氏（江端小太郎）
- 幻想叙譚エルシア（ドナー）
- ドン 極道水滸伝 怒濤編（金田二代目）
- 電影少女 -VIDEO GIRL AI-（新舞貴志）
- 有閑倶楽部2 -香港より愛をこめて-（菊正宗清四郎）
- るり色プリンセス（ユウト）

1993年
- ジェノサイバー 虚界の魔獣（リュウ）
- BIG WARS 神撃つ朱き荒野に（ダルトン）
- 紅狼（荊）
- らんま1/2 シャンプー豹変! 反転宝珠の禍（ひろし）

1994年
- GATCHAMAN（アラン）
- キャプテン翼 最強の敵!オランダユース（片桐宗政、R・ディック）
- 今日から俺は!!（相良）
- 真・孔雀王（孔雀）
- 熱砂の惑星 女公安官ケイト（スミス）
- 爆炎CAMPUSガードレス（本田康生）
- 無責任艦長タイラー OVA（ジャスティ・ウエキ・タイラー）
- らんま1/2 学園に吹く嵐! アダルトチェンジひな子先生（ひろし）

1995年
- ウダウダやってるヒマはねェ!（三上礼次）
- 3×3 EYES 〜聖魔伝説〜（藤井八雲）
- 卒業 〜Graduation〜（竹井）
- BE-BOP-HIGHSCHOOL（テツ）
- 無責任艦長タイラー 特別編（ジャスティ・ウエキ・タイラー）

1996年
- 覇王大系リューナイト アデュー・レジェンド・ファイナル（ガルデン）

1997年
- 八雲立つ（野城上脩）

1998年
- ジオブリーダーズ（アーバート）

1999年
- メルティランサー The Animation（A）

2004年
- ストラトス・フォー（岩崎和馬）

2005年
- ストラトス・フォー アドヴァンス（岩崎和馬）
- テイルズ オブ ファンタジア THE ANIMATION（ブラムバルド）

2006年
- ストラトス・フォー アドヴァンス 完結編（岩崎和馬）

2007年
- お金がないっ（久芳誉）

2008年
- It’s a Rumic World 
  - 犬夜叉〜黒い鉄砕牙（弥勒）
  - らんま1/2 悪夢!春眠香（九能帯刀）

### ゲーム
2019年以降の出演作品は、生前の収録音声を使用したライブラリ出演。
1990年
- らんま1/2 ※PCエンジン版

1992年
- コズミック・ファンタジー3 冒険少年レイ（レイ）

1993年
- 聖魔伝説3×3EYES（藤井八雲）
- ふしぎの海のナディア（エアトン）※PCエンジン版
- フラッシュハイダース（オットー・ハルフォード）
- アークス1・2・3（ピクト・アネクシオス・ピヨント）

1994年
- コズミック・ファンタジー4 銀河少年伝説 -激闘編- 光の宇宙の中で…（レイ）
- 3×3EYES 〜三只眼變成〜（藤井八雲）
- 幽☆遊☆白書 特別篇（樹）
- 幽☆遊☆白書 魔強統一戦（樹）

1995年
- 3×3EYES 〜吸精公主〜（藤井八雲）
- バトルタイクーン（オットー）
- スーパースラムズ -FROM TV ANIMATION SLAM DUNK-（藤真健司）※アーケード版
- テレビアニメ スラムダンク2 IH予選完全版!!（藤真健司）※スーパーファミコン版

1996年
- 3×3EYES 〜吸精公主〜 S（藤井八雲）
- 第4次スーパーロボット大戦S（シーブック・アノー）
- My Dream 〜On Airが待てなくて〜（森田勇作、トマティ・ツジ）

1997年
- VIRUS（スマイリー）
- スーパーロボット大戦F（1997年 - 1998年、バーナード・ワイズマン、シーブック・アノー） - 2作品

1998年
- SDガンダム GGENERATION（1998年 - 2025年、マット・ヒーリィ〈SPIRITS〉、バーナード・ワイズマン、シーブック・アノー / キンケドゥ・ナウ） - 14作品
- 機動戦士ガンダム ギレンの野望（バーナード・ワイズマン）
- 3×3EYES 〜転輪王幻夢〜（藤井八雲）

1999年
- スーパーロボット大戦コンプリートボックス（バーナード・ワイズマン、シーブック・アノー）
- スプリガン ルナヴァース（大槻達樹）

2000年
- 機動戦士ガンダム ギレンの野望 ジオンの系譜（バーナード・ワイズマン）
- スーパーロボット大戦α（2000年 - 2001年、バーナード・ワイズマン、シーブック・アノー） - 2作品

2001年
- 犬夜叉（弥勒）

2002年
- 犬夜叉 〜戦国お伽合戦〜（弥勒）
- 機動戦士ガンダム ギレンの野望 ジオン独立戦争記（バーナード・ワイズマン）
- 機動戦士ガンダム戦記 Lost War Chronicles（マット・ヒーリィ、バーナード・ワイズマン）
- スーパーロボット大戦IMPACT（バーナード・ワイズマン、シーブック・アノー）

2003年
- 犬夜叉 〜奈落の罠! 迷いの森の招待状〜（弥勒）
- 機動戦士ガンダム めぐりあい宇宙（バーナード・ワイズマン）
- 第2次スーパーロボット大戦α（キンケドゥ・ナウ）
- 電脳戦機バーチャロン マーズ（クリアリア・バイアステン）

2004年
- 犬夜叉 〜呪詛の仮面〜（弥勒）
- スーパーロボット大戦GC（バーナード・ワイズマン）

2005年
- 犬夜叉 奥義乱舞（弥勒）

2006年
- ガンダムバトルロワイヤル（バーナード・ワイズマン、マット・ヒーリィ）
- 機動戦士ガンダム クライマックスU.C.（バーナード・ワイズマン、シーブック・アノー / キンケドゥ・ナウ）
- スーパーロボット大戦XO（バーナード・ワイズマン）
- ゼノサーガ エピソードIII［ツァラトゥストラはかく語りき］（ヴォイジャー）
- 戦国BASARA（2006年 - 2019年、浅井長政） - 8作品

2007年
- ガンダムバトルクロニクル（バーナード・ワイズマン、マット・ヒーリィ）
- 機動戦士ガンダム MS戦線0079（バーナード・ワイズマン）
- THE BATTLE OF 幽☆遊☆白書 〜死闘!暗黒武術会〜 120%（樹）

2008年
- ガンダムバトルユニバース（バーナード・ワイズマン、シーブック・アノー、マット・ヒーリィ）
- ガンダム無双2（シーブック・アノー）
- 機動戦士ガンダム ガンダムVS.ガンダム（バーナード・ワイズマン、シーブック・アノー）
- 機動戦士ガンダム ギレンの野望 アクシズの脅威（バーナード・ワイズマン、マット・ヒーリィ）
- スーパーロボット大戦Z（デューイ・ノヴァク）
- ブレイザードライブ（アルバート）

2009年
- 機動戦士ガンダム ガンダムVS.ガンダムNEXT（バーナード・ワイズマン、シーブック・アノー）
- 機動戦士ガンダム ギレンの野望 アクシズの脅威V（バーナード・ワイズマン、マット・ヒーリィ）
- スーパーロボット大戦NEO（ガルデン）

2010年
- ガンダムアサルトサヴァイブ（バーナード・ワイズマン、シーブック・アノー）
- ガンダム無双3（シーブック・アノー）
- 機動戦士ガンダム エクストリームバーサス（2010年 - 2016年、シーブック・アノー / キンケドゥ・ナウ、バーナード・ワイズマン） - 5作品

2012年
- Kinect ラッシュ: ディズニー/ピクサー アドベンチャー（ウッディ）

2013年
- 真・ガンダム無双（シーブック・アノー）
- スーパーロボット大戦Operation Extend（バーナード・ワイズマン、ガルデン）

2014年
- スーパーヒーロージェネレーション（ガンダムF91）

2015年
- スーパーロボット大戦BX（剣士ゼータ）
- ロストヒーローズ2（ガンダムF91）

2017年
- スーパーロボット大戦V（キンケドゥ・ナウ）
- ガンダムバーサス（シーブック・アノー / キンケドゥ・ナウ）

2018年
- スーパーロボット大戦X（シーブック・アノー）
- 機動戦士ガンダム エクストリームバーサス2（2018年 - 2025年、シーブック・アノー / キンケドゥ・ナウ、バーナード・ワイズマン） - 4作品

2019年
- キングダム ハーツIII（ウッディ）
- スーパーロボット大戦X-Ω（シーブック・アノー）
- スーパーロボット大戦T（キンケドゥ・ナウ）
- 幽☆遊☆白書 100%本気バトル（樹）

2021年
- 機動戦士ガンダム U.C. ENGAGE（2021年 - 2023年、バーナード・ワイズマン、シーブック・アノー / キンケドゥ・ナウ〈初代〉）

2022年
- SDガンダム バトルアライアンス（バーナード・ワイズマン、シーブック・アノー / キンケドゥ・ナウ）

2023年
- 機動戦士ガンダム アーセナルベース（2023年 - 2024年、バーナード・ワイズマン、シーブック・アノー〈初代〉）

2025年
- スーパーロボット大戦DD（シーブック・アノー）
- パズル&ドラゴンズ（シーブック・アノー）

### 吹き替え

#### 映画（吹き替え）
- 裏街（リチャード〈ティム・ホルト〉）
- F/X2 イリュージョンの逆転（マット・ニーリー〈ケヴィン・J・オコナー〉）※ビデオ版
- エンジェル・アイズ（キャッチ〈ジム・カヴィーゼル〉[103]）
- キャメロット・ガーデンの少女（ショーン〈エリック・メビウス〉）
- 恐怖の核装甲車強奪作戦（ダニエル・ピカード〈ジョセフ・ボトムズ〉）
- グラン・ブルー 完全版（ジャック・マイヨール〈ジャン＝マルク・バール〉）
- 激戦（ディ〈アンディ・ラウ〉）
- ゴーストハンターズ
- コピーキャット（ルーベン刑事〈ダーモット・マローニー 〉）※ソフト版
- 恋人たちの食卓（リーカイ〈ウィンストン・チャオ〉）
- 殺したいほどアイ・ラブ・ユー
- サイコ（ノーマン・ベイツ〈アンソニー・パーキンス〉）※DVD版
- サイバー・ジャック（ニック〈マイケル・ダディコフ〉）
- シーズ・オール・ザット（ザック・サイラー〈フレディ・プリンゼ・ジュニア〉）
- 地獄の黙示録（ランス〈サム・ボトムズ〉）※ポニーキャニオン特別完全版
- スーパーマリオ 魔界帝国の女神（ルイージ〈ジョン・レグイザモ〉[104]）※ソフト版
- スター・ウォーズ/イウォーク・アドベンチャー 勇気のキャラバン（ナレーション〈バール・アイヴス〉）※DVD版
- ティーン・ウルフ2/ぼくのいとこも狼だった（トッド・ハワード〈ジェイソン・ベイトマン〉）
- 電脳警察サイバースパイ（ウー）
- トレーニング デイ（ジェイク・ホイト〈イーサン・ホーク〉[105]）
- どんな時も（リック・サンフォード〈ジェームズ・ヴァン・ダー・ビーク〉）
- ハートブルー（グロメット〈ボジェシー・クリストファー〉）※日本テレビ版
- パワーレンジャー・映画版（アダム・パーク〈ジョニー・ヨング・ボシュ〉）
- フォー・ザ・ボーイズ（ダニー〈クリストファー・ライデル〉）
- プロジェクトS（ルン〈ルイス・ファン〉）
- ベリー・バッド・ウェディング（カイル・フィッシャー〈ジョン・ファヴロー〉）
- ヘルレイザー4（フィリップ・ルマルシャン、ジョン・マーチャント、ポール・マーチャント博士〈ブルース・ラムゼイ〉）※ビデオ版
- ホワイトファング2/伝説の白い牙（ヘンリー・ケーシー〈スコット・ベアストウ〉）※ソフト版
- マトリックスシリーズ（セラフ〈コリン・チョウ〉）※劇場公開版
  - マトリックス リローデッド（エージェント・ジョンソン〈ダニエル・バーンハード〉）
  - マトリックス レボリューションズ
- マンボ・キングス/わが心のマリア（ネストル・カスティーヨ〈アントニオ・バンデラス〉）
- ミュータント・ニンジャ・タートルズ2（フレディ〈マーク・ドエル〉）※劇場公開版
- ラピッド・ファイアー ※テレビ朝日版
- ワンス・アンド・フォーエバー（ジョー・ギャロウェイ〈バリー・ペッパー〉）※フジテレビ版

#### ドラマ
- 宮 -Love in Palace-（現皇帝〈イ・ヒョン〉）
- 名探偵ポワロ ※NHK版
  - 「クラブのキング」（ロニー・オグランダー）
  - 「あなたの庭はどんな庭？」（ニコライ）
  - 「なぞの遺言書」（ロバート・シダウェイ）
  - 「ヒッコリー・ロードの殺人」（レナード・ベイトソン）
  - その他「ベールをかけた女」・「コーンワルの毒殺事件」

#### アニメ
- ディズニーシリーズ（ウッディ）※本編を除く一部メディア

### 映画
- ケルベロス-地獄の番犬（1991年、出演協力）

### ナレーション
- シネマDO
- 週刊人物ライブ スタ☆メン
- スーパーサッカー（1994年から担当）
- B.C.ビューティー・コロシアム
- 横浜マリノス選手名鑑ビデオ
- 8時だJ

### CD

#### ドラマCD・キャラクターソング
- イズミ幻戦記 鳴動編　カセットブック（師英介）
- 犬夜叉シリーズ（弥勒）
  - キャラクターソングシングル ：風のなかへ / 弥勒feat.珊瑚&七宝
  - 聴くドラマCD〜死を呼ぶ温泉しりとり〜（少年サンデー特製CD・応募者全員サービス）
  - 聴くドラマCD2〜竹取の翁は凶暴じゃった〜（〃）
  - ドラマアルバム「犬夜叉 地獄で待ってた七人隊!」
  - ドラマアルバム2「犬夜叉 嵐と祭りの宝来島!」
  - ドラマアルバムスペシャル 「犬夜叉 紅と白の歌合戦!」 犬夜叉版・殺生丸版
  - 犬夜叉第559話 あさって（ワイド版全巻予約特典）
- 機甲警察メタルジャック HARD PLAY（冬木刑事）
- CDドラマコレクションズ 三國志（馬岱）
- 真・女神転生III-NOCTURNE（聖丈二）
- ストリートファイターZERO（リュウ）
  - ストリートファイターZERO 外伝 〜春麗旅立ちの章〜
  - ストリートファイターZERO2外伝 さくら・もっとも危ない女子高生
- 西洋骨董洋菓子店（本間）
- 戦国BASARA2 〜蒼穹!姉川の戦い〜ドラマCD（浅井長政）
- 鉄拳 アナザーストーリー（キング）
- 月と闇の戦記（大鳥〈大雷丸〉）
- ネバギバ!2（アキラ）
- 覇王大系リューナイトシリーズ（ガルデン）
  - 覇王大系リューナイト CDシネマ「ティア・ダナーンの闘い」
  - 続・アースティア密着24時 世界まるごとリューナイトテレビ
  - 呪われたアデュー! リュー使い最大の危機!!
  - 覇王大系リューナイト外伝 聖騎士の約束
  - 覇王大系リューナイト CDシネマ「カイオリスへの旅立ち」第2章 - 第4章
- 電影少女 2nd イメージ・サウンドトラック -Memories-（新舞貴志）
- ミルククラウン（五竜神田神）
- 無責任艦長タイラー（ジャスティ・ウエキ・タイラー）
  - MUSIC FILE 2-8（ドラマ&ボーカル）
  - SOUND NOTE 1 YAH!YAH!YAH!（ドラマ）
  - SOUND NOTE 2 DELIGHTFUL（ドラマ）
  - 非売品 無責任CDシングル1-4（ドラマ&トーク）
  - 非売品 無責任CD3『おめで鯛からおめでとう』ほぼ卒業記念盤（トーク）
- 八雲立つ 音盤物語（野城上脩）
- 欲望と恋のめぐり シリーズ（室伏東）
  - 欲望と恋のめぐり ドラマCD
  - 欲望と恋のめぐり ドラマCD II
- アタゴオルは猫の森（テンプラ）
- アタゴオルは猫の森 Vol.2（テンプラ）
- 銀河鉄道物語〜最果ての天使アンジェラ〜（湧田登）

#### BLCD
- 間の契（ガイ）
- お金シリーズ
  - お金シリーズ3 可愛げないっ（久芳操）
  - お金シリーズ4 お金じゃ買えないっ（久芳誉）
- 神様はイジワルじゃない（星野友哉）
- こいきな男らシリーズ（瀬尾瑞紀）
- 星陵最恐物語（早川寛崇）
- タクミくん シリーズ（赤池章三）
  - 1 FAREWELL
  - 2 CANON
  - 3 恋文
  - 4 Shincerely
  - 5 春風にささやいて
  - 6 June Pride〜6月の自尊心〜
- ツーリング・エクスプレス シリーズ
  - フローレンス
  - パリ・コネクション
- 透＆貴文シリーズ（東城貴文）
  - 大人と子供の境界線
  - 好きと嫌いの境界線
  - 日常(ふつう)と特別の境界線
- パールシリーズ（松宮友明）
  - よくばりなパール
  - わがままなパール
  - きまぐれなパール
- 炎の蜃気楼 断章 最愛のあなたへ（直江信綱〈橘義明〉）

#### その他CD
- 強者語り（本人役）

### 舞台
- ブロンクスはどこだ（劇団東演）
- フィラデルフィアへやってきた（劇団東演）
- 翔べ! イカロスの翼（劇団東演）
- その男顔のない（劇団一跡二跳：客演）
- 平面になる（劇団一跡二跳：客演）
- アラブ・イスラエル・クック・ブック（劇団一跡二跳：客演）
- 貴婦人の帰還（ガイアデイズファンクションバンド：客演）

### その他
- 東京ディズニーランドの各エンターテイメント（ウッディ） - ジュビレーション!、東京ディズニーランド・エレクトリカルパレード・ドリームライツ　他多数
- シュラキ（クラウディオ）
- 「トイ・ストーリー3」予告編（ウッディ）
- ディズニー・オン・アイス（ウッディ）
- コズミックコリジョンズ－宇宙大衝突－（コスモプラネタリウム渋谷）
- 東京ディズニーシーのアトラクション「トイ・ストーリー・マニア!」（ウッディ）
- 東京ディズニーシーのスペシャルイベント「ピクサー・プレイタイム」（ウッディ〈初代〉）
- 「トイ・ストーリー・マニア!」TVCM（ウッディ）
- 日本マクドナルド「マクドナルドハッピーセット」TVCM（ウッディ）
- ポンキッキーズ（ウッディ）
- 木戸衣吹20thバースデーイベント（父親）

## 音響監督
2003年
- ダイバージェンス・イヴ
- ヤミと帽子と本の旅人

2004年
- みさきクロニクル〜ダイバージェンス・イヴ〜

2006年
- シムーン
- Fate/stay night

2007年
- 桃華月憚

2010年
- 動物かんきょう会議

2011年
- フリージング

2012年
- 蒼い世界の中心で
- らいか・デイズ（ドラマCD）

2013年
- 閃乱カグラ
- レーカン!（ドラマCD）
- フリージング ヴァイブレーション

2014年
- グラスリップ

2015年
- 昭和元禄落語心中（OVA）

2016年
- 昭和元禄落語心中（TVアニメ）

2017年
- 昭和元禄落語心中 助六再び編

2018年
- グラゼニ

## 論文
- 声優の誕生とその発展（森川友義との共著）
- 声優のプロ誕生--海外テレビドラマと声優（同上）